# The Everlasting
Albums de Loudness
Metal Mad
(2008) King of Pain
(2010)
The Everlasting est le 22e album studio du groupe de heavy metal japonais Loudness sorti en 2009.

## L'album
L'album fut nommé Return To Forever - Aun, mais a été renommé par le groupe pour The Everlasting.
Aun signifie en japonais "rythmique" mais aussi "début et fin".

L'album sera composé d'anciennes pistes que Munetaka Higuchi avait enregistré à la batterie, et de nouveaux riffs composés par le groupe.

## Liste des morceaux
- Musiques composées par Akira Takasaki / Arrangements par Akira Takasaki.
- Paroles écrites par Minoru Niihara.

| No  | Titre               | Durée |
| --- | ------------------- | ----- |
| 1.  | Hit the Rails       | 4:15  |
| 2.  | Flame of Rock       | 4:47  |
| 3.  | I Wonder            | 5:08  |
| 4.  | The Everlasting     | 5:33  |
| 5.  | Life Goes On        | 4:24  |
| 6.  | Let It Rock         | 4:06  |
| 7.  | Crystal Moon        | 4:44  |
| 8.  | Change              | 6:56  |
| 9.  | Rock into the Night | 3:27  |
| 10. | I’m in Pain         | 5:22  |
| 11. | Thunder Burn        | 5:21  |
| 12. | Desperate Religion  | 6:19  |

## Composition du groupe
- Minoru Niihara - chants
- Akira Takasaki - guitare, chants sur The Everlasting
- Masayoshi Yamashita - basse
- Munetaka Higuchi - batterie
- Masayuki Suzuki - batterie sur I Wonder